# Aridelus nigrator
Aridelus nigrator är en stekelart som först beskrevs av Fabricius 1804.  Aridelus nigrator ingår i släktet Aridelus och familjen bracksteklar. Inga underarter finns listade.